# Віктор-Франсуа де Брольї
Віктор-Франсуа де Брольї (фр. Victor-François de Broglie; 19 жовтня 1718 —30 березня 1804) — французький військовий та політичний діяч, маршал Франції, генерал-фельдмаршал Російської імперії.

## Життєпис
Походив з аристократичного роду з П'ємонту. Син маршала та герцога Франсуа-Марі де Брольі. Службу розпочав під орудою батька у 1734 році як капітан кавалерії. Відзначився у битвах при Пармі та Гуасталлі під час Війни за польську спадщину. У 1736 році командував полком у Люксембурзі.
Брав участь у війні за австрійську спадщину. У 1741 році відзначився при захоплені Праги, потім воював у Фландрії. У 1742 році звитяжив при захисті Праги від австрійських військ, за що отримав звання бригадира. У 1743 році хоробро бився у битвах в Ельзасі та на Рейні.
У 1745 році після смерті батька успадкував його титул й землі. Того ж року стає генерал-майором. У 1748 році отримує звання генерал-лейтенанта. Брав участь у Семирічній війні. Спочатку воював під командуванням маршала Луї д'Естре. У 1757 році відзначився у битві при Гастенбеком та Росбасі (вже під орудою принца де Субіза). Спробував переконати Субіза щодо необхідності атаки Ганновера, але марно. після чого переходить до армії маркіза Луї де Контада. 13 квітня 1759 року при Бергені на чолі армії перемагає 40-тисячну армію принца Фердинанда Брауншвейзького. За це імператор Франц I надав Брольї титул князя Священної Римської імперії, а король Людовик XV — звання маршала.
У 1761 році командував разом із принцом Субізом у битві при Фелінгхаузені, де французи зазнали поразки. Субіз, спираясь на підтримку королівської фаворитки маркізи Помпадур, обмовив Брольї. Того звинуватили у поразці та відізвали до Франції. Втім у 1762 році призначається губернатором Меца, Туля та Вердена. Знову з'явився при дворі лише за нового короля Людовика XVI у 1774 році. У 1778 році під час війни з Англією отримав командування військами у Нормандії та Бретані.
У 1789 році обирається депутатом Генеральних штатів від дворянства Ельзасу. Долучився до противників реформ. Після відставки уряду Неккера того ж року призначається військовим міністром. З початком революційних подій пропонував королю виїхати до Меца, але марно. разом з графом д'Артуа (майбутнім королем Карлом X) виїхав за кордон. У 1792 році командував загоном емігрантів під час вторгнення пруссько—австрійських військ до Франції. Втім внаслідок конфлікту з наближеними до принців Луї, графа Прованса, та Карла, графа д'Артуа, пішов у відставки.
У 1794 році перейшов на англійську службу. У 1797 році приїздить до Росії, де імператор Павло I надає Брольї титул генерал-фельдмаршала. У 1798 році деякий час мешкає у Ризі. У 1799 році звільняється з російської служби. У 1803 році приймає пропозицію Наполеона Бонапарта повернутися до Франції. Втім Брольї не встиг доїхати до дому — 30 березня 1804 року помирає у Мюнстері.

## Родина
1. Дружина — Марі Анна дю Буа де Вільє (1720—1751)
Діти:
- Франсуа (1737)
- Алексіс (1738—1739)
- Шарль (1744—1747)

2. Дружина — Луїза Кроза де Т'єр (1733—1813)
Діти:
- Луїза Тереза Августіна (1753—1771)
- Шарлотта Амелі (1754—1795)
- Клод Віктор (1756—1794)
- Огюст Жозеф (1762—1795), герцог де Брольі
- Аделаїда Франсуаза (1764—1852)
- Шарль (1765—1849)
- Моріс (1766—1821), єпископа Гента
- Аглая (1771—1846)
- Амадей (1772—1851)